# Øystein Ore
Øystein Ore (Oslo, 7 ottobre 1899 – Oslo, 13 agosto 1968) è stato un matematico norvegese.

## Biografia
Ore si laureò in matematica presso l'Università di Oslo nel 1922. Nel 1924, sempre la stessa università gli conferì il dottorato di ricerca, avendo una tesi intitolata Zur Theorie der algebraischen Körper, aiutato da Thoralf Skolem. Studiò anche presso l'Università di Gottinga, dove imparò l'algebra astratta di Emmy Noether. Fu anche membro presso l'Institut Mittag-Leffler in Svezia, e trascorse un po' di tempo presso l'Università di Parigi. Nel 1925 fu nominato assistente di ricerca presso l'Università di Oslo.
James Pierpont che lavorò presso l'Università di Yale andò in Europa nel 1926 per reclutare i matematici, tra questi vi era lo stesso Ore che lo promosse come professore associato nel 1928, e poi come professore ordinario nel 1929. Nel 1931 diventò un Sterling Professor  (il più alto grado accademico di Yale), posizione che tenne fino al suo ritiro avvenuto nel 1968.
Nel 1941 fu relatore plenario del Congresso Internazionale dei Matematici nel 1936 a Oslo. Fu anche membro dell'American Academy of Arts and Sciences e dell'Oslo Academy of Science.
Ore come ogni estate andò in vacanza in Norvegia. Durante la Seconda Guerra Mondiale, fu attivo nei movimenti "American Relief for Norway" e "Free Norway"; in gratitudine per i servizi resi al suo paese natale durante la guerra, fu insignito nel 1947 con l'Ordine di Sant'Olav.
Nel 1930 Ore sposò Gudrun Lundevall, dal quale ebbero due figli.
Ore ebbe anche una passione per la pittura e la scultura, raccoglieva antiche mappe e parlò in diverse lingue.

## Carriera
Ore è noto per il suo lavoro nella teoria degli anelli, connessioni di Galois e soprattutto per la teoria dei grafi. Il suo lavoro iniziale era sul campo di numeri, studiando come decomporre l'ideale, generato da un numero primo, in ideale primo. Lavorò, in seguito, sugli anelli non commutativi. Poi esaminò gli anelli polinomiali sui campi inclinati e tentò di estendere il suo lavoro sugli anelli non commutativi.
In qualità di insegnante, insegnò matematica a due studenti di dottorato che ebbero una fama molto importante nel campo della scienza e della matematica, tra questi: Grace Hopper, che sarebbe diventata un ammiraglio e scienziata informatica degli Stati Uniti, e Marshall Hall, Jr., un matematico statunitense che fece importanti ricerche nella teoria dei gruppi e combinatoria.
Successivamente si occupò teoria dei reticoli, insieme a Garrett Birkhoff.
Nel 1930 le opere di Richard Dedekind furono pubblicate in tre volumi, avendo come editori Ore e Emmy Noether.
Ore era molto appassionato di storia della matematica, e questo interesse lo portò a pubblicare alcune biografie di noti matematici, fra cui Cardano e Niels Henrik Abel.

## Opere
- Les Corps Algébriques et la Théorie des Idéaux (1934)
- L'Algèbre Abstraite (1936)
- Number Theory and its History (1948)
- Cardano, the Gambling Scholar (Princeton University Press, 1953)
- Niels Henrik Abel, Mathematician Extraordinary (U. of Minnesota Press, 1957)
- Theory of Graphs (1962)
- Graphs and Their Uses (1963)
- The Four-Color Problem (1967)
- Invitation to Number Theory (1969)